# Māris Štrombergs
Māris Štrombergs (Valmiera, 10 de marzo de 1987) es un deportista letón que compite en ciclismo en la modalidad de BMX.
Participó en tres Juegos Olímpicos de Verano, entre los años 2008 y 2016, obteniendo en total dos medallas de oro: en Pekín 2008 y Londres 2012.
Ganó cuatro medallas en el Campeonato Mundial de Ciclismo BMX entre los años 2008 y 2016, y cuatro medallas en el Campeonato Europeo de Ciclismo BMX entre los años 2007 y 2014.
Fue el abanderado de Letonia en la ceremonia de apertura de los Juegos de Río de Janeiro 2016. Fue nombrado «Atleta del año de Letonia» en 2008 y 2012.

## Palmarés internacional
| Juegos Olímpicos   | Juegos Olímpicos             | Juegos Olímpicos  | Juegos Olímpicos |
| Año                | Lugar                        | Medalla           | Competición      |
| ------------------ | ---------------------------- | ----------------- | ---------------- |
| 2008               | Pekín (China)                | Medalla de oro    | Carrera          |
| 2012               | Londres (Reino Unido)        | Medalla de oro    | Carrera          |
| Campeonato Mundial |                              |                   |                  |
| Año                | Lugar                        | Medalla           | Competición      |
| 2008               | Taiyuan (China)              | Medalla de oro    | Carrera          |
| 2010               | Pietermaritzburg (Sudáfrica) | Medalla de oro    | Carrera          |
| 2011               | Copenhague (Dinamarca)       | Medalla de plata  | Carrera          |
| 2016               | Medellín (Colombia)          | Medalla de bronce | Contrarreloj     |
| Campeonato Europeo |                              |                   |                  |
| Año                | Lugar                        | Medalla           | Competición      |
| 2007               | Romans (Francia)             | Medalla de plata  | Carrera          |
| 2008               | Weiterstadt (Alemania)       | Medalla de oro    | Carrera          |
| 2013               | Dessel (Bélgica)             | Medalla de oro    | Carrera          |
| 2014               | Roskilde (Dinamarca)         | Medalla de oro    | Carrera          |